# Station Schiphol Airport
Station Schiphol Airport ligt in het hart van de luchthaven Schiphol in de Schipholspoortunnel. Het station werd geopend op 21 december 1978 door prinses Beatrix en prins Claus, met een opvallend volledig rond stationsgebouw. In 1995 is dit gebouw gesloopt en werd het station geïntegreerd in het luchthavengebouw (Schiphol Plaza).
Tot en met dienstregeling 2015 heette het station Schiphol. In gedrukte publicaties (dienstregelingen, vertrekstaten, mededelingen van werkzaamheden, etc.) werd de naam begeleid door een vliegtuigsymbool, zodat het leek of dat symbool deel uitmaakte van de stationsnaam (Schiphol ). De naamborden op de perrons toonden het symbool niet. Op 13 december 2015 is de naam van het station gewijzigd in Schiphol Airport, om dit station voor internationale reizigers herkenbaarder te maken als luchthaven.

## Niveaus
Bovengronds bevinden zich de stationsvoorzieningen (loketten, informatiepanelen, etc.) in een hal die ook door luchtreizigers wordt gebruikt en onderdeel vormt van Schiphol Plaza. Er is daar geen apart "spoorstationgebied".
De perrons bevinden zich hieronder in een verbreed gedeelte van de Schipholspoortunnel.

### Geschiedenis
Aanvankelijk liep de verkeersweg tussen het station en de terminal door. Reizigers die per vliegtuig aankwamen en met de trein verder wilden, gingen met hellingbanen onder de weg door (omlaag - omhoog) naar het stationsgebouw en daarna weer omlaag naar het perron. In omgekeerde richting was het: omhoog van perron naar stationsgebouw, omlaag - omhoog onder de weg door en verder omhoog naar de vertrekhal. Voor al deze bewegingen waren er doorlopende paden beschikbaar.
In 1995 werd de verkeersweg verwijderd zodat er een gelijkvloerse verbinding ontstond tussen station en aankomsthal.

## Sporen en perrons
Er zijn drie eilandperrons met in totaal zes sporen. Bijzonder voor dit station is dat de perrons niet alleen bereikbaar zijn via de gebruikelijke roltrappen (3 per perron), vaste trappen (1 per perron) en liften (1 per perron), maar ook via helling-rolbanen (4 per perron). De hellingbanen waren bedoeld voor reizigers om hun bagage op bagagekarretjes mee te nemen. Deze stonden daarvoor op de perrons. Het gebruik van deze karretjes op de perrons is later verboden en onmogelijk gemaakt door obstakels in de vorm van palen bovenaan de hellingbanen. Doordat luchtreizigers in de loop der jaren grootschalig gebruik gingen maken van rolkoffers waren bagagekarretjes niet meer zo belangrijk als voorheen.
Sinds 2006 hebben de eilandperrons 1/2 en 5/6 flexibele aankomst- en vertreksporen, d.w.z., slechts enkele minuten van tevoren wordt bepaald op welk van de twee sporen (1 of 2, respectievelijk 5 of 6), en dus aan welke zijde van het perron, een trein aankomt en vertrekt.

### Geschiedenis
Het station is aangelegd samen met de eerste, tweesporige, Schipholspoortunnel, geopend in 1978. Aanvankelijk had het ondergrondse station drie sporen en twee perrons (één eilandperron met de huidige sporen 1 & 2 en een zijperron met het huidige spoor 3). Vanaf 1989 werd gebouwd aan de uitbreiding van station en de tweede Schipholspoortunnel, in 1995 was het grootste deel van de ruwbouwwerken klaar, waarbij in één keer de ruwbouw voor de sporen 4 t/m 6 gereed gekomen is.
Hierbij is het zijperron van spoor 4 als eerste van deze uitbreiding in gebruik genomen, met aan de westzijde een aansluiting naar de zuidelijke (eerste) Schipholtunnel. Eind mei 1994 is het vierde perronspoor in gebruik genomen. De bestaande perrons waren met ca. 340 meter al relatief lang. Ze waren daarmee al geschikt voor een trein van 12 rijtuigen. Maar ze werden toen zodanig verlengd dat ze geschikt zouden zijn voor twee gekoppelde bordeauxrode Thalys-stellen (sinds oktober 2023 opgenomen in Eurostar) met een totale lengte van 400 meter. Ook het nieuwe eilandperron kreeg dezelfde grote lengte.

### Toekomst
Schiphol Plaza krijgt een aanbouw. Zo ontstaat ruimte voor een apart treinreizigersgedeelte dat alleen met toegangspoortjes toegankelijk zal zijn. De verbouwing zou in 2022 van start moeten gaan en in 2025 klaar zijn, maar is anno 2024 nog niet begonnen.

## Treinverbindingen
Schiphol Airport is een station voor veel nationale en internationale verbindingen. De volgende treinen doen Schiphol aan in de dienstregeling 2025:
| Serie            | Treinsoort                                       | Route | Bijzonderheden |
| ---------------- | ------------------------------------------------ | --- | --- |
| 450              | European Sleeper (European Sleeper)              | Brussel-Zuid – Antwerpen-Centraal – Roosendaal – Rotterdam Centraal – Den Haag HS – Schiphol Airport – Amsterdam Centraal – Amersfoort Centraal – Deventer – Bad Bentheim – Berlin Hbf – Dresden Hbf – Praha hl.n. | Stopt 2-3x per week. Stopt richting Brussel niet op Schiphol Airport en Den Haag HS. |
| 700              | Intercity (NS)                                   | Schiphol Airport – Amsterdam Zuid – Almere Centrum – Lelystad Centrum – Zwolle – Assen – Groningen | Vormt tussen Schiphol Airport en Zwolle een halfuurdienst met serie 800. Vormt tussen Zwolle en Groningen een halfuurdienst met serie 500. Sommige treinen tussen Zwolle en Groningen stoppen op alle stations. (alleen 's morgens vroeg en 's avonds laat)                                      |
| 800              | Intercity (NS)                                   | Schiphol Airport – Amsterdam Zuid – Almere Centrum – Lelystad Centrum – Zwolle – Meppel – Leeuwarden | Vormt een halfuurdienst tussen Schiphol Airport en Zwolle met serie 700 en tussen Zwolle en Leeuwarden met serie 600. Sommige treinen tussen Zwolle en Leeuwarden stoppen op alle stations. (alleen 's morgens vroeg en 's avonds laat).                                                         |
| 1400             | Intercity (NS)                                   | Utrecht Centraal – Amsterdam Centraal – Schiphol Airport – Den Haag HS – Rotterdam Centraal | Nachtnet. In beide richtingen stopt de eerste trein (in beide richtingen rond 1:30 uur) op Amsterdam Bijlmer ArenA. In de nacht van dinsdag op woensdag zijn er werkzaamheden aan de Westtak. Deze serie stopt dan niet op Schiphol Airport. Dat station wordt dan bediend door intercity 11400. |
| 1800             | Intercity direct (NS)                            | Breda – Rotterdam Centraal – Schiphol Airport – Amsterdam Zuid – Duivendrecht – Hilversum – Amersfoort Centraal – Amersfoort Schothorst | Via HSL. Rijdt na circa 20:00, op zaterdagochtend tot 9:00 en op zondagochtend tot 9:30 niet tussen Breda en Rotterdam Centraal. |
| 11800            | Intercity direct (NS)                            | Rotterdam Centraal – Schiphol Airport – Amsterdam Zuid | Via HSL. Rijdt enkel eenmaal in de late avond van zondag t/m donderdag en alleen richting Amsterdam Zuid. |
| 2400             | Intercity direct (NS)                            | Lelystad Centrum – Almere Buiten – Almere Centrum – Amsterdam Zuid – Schiphol Airport – Rotterdam Centraal | Via HSL. Wordt na 20:00 uur en op zondag vervangen door Intercity direct 12400 die enkel tussen Amsterdam Zuid en Rotterdam Centraal rijdt. Vormt een halfuursdienst met Eurocity direct 9500. Rijdt tot 8:00 richting Lelystad twee maal per uur ter vervanging van de Eurocity direct 9500.    |
| 12400            | Intercity direct (NS)                            | Amsterdam Zuid – Schiphol Airport – Rotterdam Centraal | Via HSL. Rijdt na 20:00 en op zondag. Rijdt vanaf 22:00 richting Rotterdam twee keer per uur ter vervanging van de Eurocity direct 9500. |
| 3100             | Intercity (NS)                                   | Den Haag Centraal – Leiden Centraal – Schiphol Airport – Amsterdam Bijlmer ArenA – Utrecht Centraal – Veenendaal-De Klomp – Ede-Wageningen – Arnhem Centraal – Nijmegen | Rijdt na circa 22:30, zaterdagochtend tot circa 9:00 en op zondagochtend tot circa 10:00 niet tussen Nijmegen en Utrecht Centraal v.v. Stopt alleen van vrijdag t/m zondag tot circa 19:00 te Veenendaal-De Klomp.                                                                               |
| 3200             | Intercity (NS)                                   | Arnhem Centraal – Ede-Wageningen – Utrecht Centraal – Amsterdam Zuid – Schiphol Airport – Leiden Centraal – Den Haag HS – Delft – Rotterdam Centraal | Stopt niet te Schiedam Centrum. Rijdt alleen van maandag tot en met donderdag tot circa 19:00. |
| 3500             | Intercity (NS)                                   | Dordrecht – Rotterdam Centraal – Schiedam Centrum – Delft – Den Haag HS – Leiden Centraal – Schiphol Airport – Amsterdam Zuid – Utrecht Centraal – 's-Hertogenbosch – Eindhoven Centraal – Helmond – Venlo | Rijdt na circa 22:30, op zaterdagochtend tot circa 9:00 en op zondagochtend tot circa 10:00 niet tussen Dordrecht en Utrecht Centraal v.v. |
| 4100             | Sprinter (NS)                                    | Hoofddorp – Schiphol Airport – Zaandam – Purmerend – Hoorn – Hoorn Kersenboogerd | |
| 4300             | Sprinter (NS)                                    | Den Haag Centraal – Leiden Centraal – Schiphol Airport – Amsterdam Zuid – Weesp – Almere Centrum – Almere Buiten – Almere Oostvaarders – Lelystad Centrum | |
| 5700             | Sprinter (NS)                                    | Utrecht Centraal – Hilversum – Weesp – Amsterdam Zuid – Schiphol Airport – Hoofddorp – Leiden Centraal | Rijdt niet na 20:00 uur. Rijdt vrijdag en in het weekend niet tussen Hoofddorp en Leiden Centraal. |
| 8100             | Sprinter (NS)                                    | Hoofddorp – Schiphol Airport – Amsterdam Sloterdijk – Amsterdam Centraal | Rijdt onder de formule Airport Sprinter. |
| 8200             | Sprinter (NS)                                    | Hoofddorp – Schiphol Airport – Amsterdam Sloterdijk – Amsterdam Centraal | Rijdt onder de formule Airport Sprinter. |
| 8300             | Sprinter (NS)                                    | Hoofddorp – Schiphol Airport – Amsterdam Sloterdijk – Amsterdam Centraal | Rijdt onder de formule Airport Sprinter. Rijdt niet na 21:00 uur. |
| 8400             | Sprinter (NS)                                    | Hoofddorp – Schiphol Airport – Amsterdam Sloterdijk – Amsterdam Centraal | Rijdt onder de formule Airport Sprinter. Rijdt niet na 21:00 uur. |
| Eurostar 9300    | Eurostar (Eurostar)                              | Amsterdam Centraal – Schiphol Airport – Rotterdam Centraal – Antwerpen-Centraal – Brussel-Zuid – Paris-Nord | Via HSL. Diverse ritten alleen tussen Amsterdam en Brussel. |
| 9500             | Eurocity Direct, Beneluxtrein (NS International) | Lelystad Centrum – Almere Buiten – Almere Centrum – Amsterdam Zuid – Schiphol Airport – Rotterdam Centraal – Antwerpen-Centraal – Brussel-Zuid | Via HSL. Tussen Schiphol en Rotterdam is bij een reis binnen Nederland een toeslag verschuldigd. Rijdt na 20:00 uur, zaterdagochtend vroeg en op zondag enkel tussen Amsterdam Zuid en Brussel-Zuid v.v.                                                                                         |
| Eurostar 9900    | Eurostar (Eurostar)                              | Amsterdam Centraal – Schiphol Airport – Rotterdam Centraal – Antwerpen-Centraal – Brussel-Zuid – [ Aéroport Charles-de-Gaulle 2 TGV – Marne-la-Vallée - Chessy ] / [ Chambéry-Challes-les-Eaux – Albertville – Moûtiers - Salins - Brides-les-Bains – Aime-La Plagne – Landry – Bourg-Saint-Maurice ] / [ Valence-Rhône-Alpes-Sud TGV – Avignon TGV – Aix-en-Provence TGV – Marseille Saint-Charles ] | Via HSL. Marne-la-Vallée - Chessy 2 keer per dag. Bourg-Saint-Maurice 1 keer per week in de winter. Marseille Saint-Charles 1 keer per week in de zomer. |
| 11400            | Intercity (NS)                                   | Leiden Centraal – Schiphol Airport – Amsterdam Bijlmer ArenA | Nachtnet. Rijdt alleen in de nachten volgend op dinsdag en woensdag |
| Nachttrein 32710 | Nachttrein (Arriva)                              | Maastricht – Eindhoven Centraal – 's-Hertogenbosch – Utrecht Centraal – Amsterdam Centraal – Schiphol Airport | Rijdt alleen in de nacht van vrijdag op zaterdag. |
| Nachttrein 32740 | Nachttrein (Arriva)                              | Zwolle – Lelystad Centrum – Almere Centrum – Amsterdam Centraal – Schiphol Airport | Rijdt alleen in de nachten van vrijdag op zaterdag en zaterdag op zondag. |
| Nachttrein 32780 | Nachttrein (Arriva)                              | Groningen – Assen – Zwolle – Lelystad Centrum – Almere Centrum – Amsterdam Centraal – Schiphol Airport | Rijdt alleen in de nacht van vrijdag op zaterdag. |

### Geschiedenis
In 1978 werd de lijn Schiphol – Amsterdam Zuid in gebruik genomen. Het station Schiphol ligt in een bijna zes kilometer lange Schipholspoortunnel onder de luchthaven. In 1981 kwam de verbinding via Hoofddorp en Nieuw-Vennep naar Leiden in gebruik. Ook werd in hetzelfde jaar de Schiphollijn verlengd naar Amsterdam RAI en in 1986 kwam de verbinding via station Amsterdam Lelylaan en Sloterdijk naar station Amsterdam Centraal tot stand. In 1993 werd er verbinding met Weesp (en verder naar Almere en Hilversum) gemaakt.
Sinds 2004 is Schiphol via de Hemboog direct bereikbaar vanuit de regio Purmerend/Hoorn, sinds 2006 ook vanuit Utrecht via de Utrechtboog.
Sinds het eind van 2009 rijden er hogesnelheidstreinen via de HSL-Zuid naar en via Schiphol. Deze treinen hebben als bestemmingen Antwerpen, Brussel en Parijs. In Nederland wordt daarnaast ook Rotterdam aangedaan. De Intercity direct (voorheen de Fyra) en Eurostar (voorheen Thalys) rijden vanaf Amsterdam via het normale traject, langs Amsterdam Sloterdijk, via de Schipholspoortunnel naar Schiphol. Na een korte stop rijden deze treinen door om na station Hoofddorp het normale spoor te verruilen voor het spoor van de HSL-Zuid.

## Busverbindingen

### Eerste busstation
Op 8 mei 1967 werd voor de buslijnen van Maarse & Kroon die langs het nieuwe Schiphol Centrum werden verlegd een tijdelijk busstation geopend. Een oude afgedankte uit 1951 afkomstige Leyland Royal Tiger werd gebruikt als wachtruimte en haltekantoor. Inmiddels werden voorbereidingen getroffen voor een definitief busstation en stationsgebouw. Dit moderne gebouw, met plaats voor een reisbureau, was naar ontwerp van de architect E.A.Riphagen. Het busstation kreeg lange perrons met langgerekte abri's met een glazen wand in de lijnenstijl van de luchthaven. De officiële opening was op 27 augustus 1969 door de toenmalige burgemeester van de Haarlemmermeer. Vlak bij het busstation werd in 1978 het eerste ronde stationsgebouw van de spoorwegen geopend.
Naast busdiensten van Maarse & Kroon (sinds 1973 Centraal Nederland) werd het ook gebruikt door busdiensten van het GVB, het KLM Autobusbedrijf en touringcars. Het busstation en stationsgebouw hebben relatief maar kort bestaan en moest verdwijnen in de loop van de jaren tachtig door de ontwikkelingen op de luchthaven net als het bovengrondse ronde gebouw van het ondergrondse treinstation.

### Huidig busstation
Boven op het station ligt een busstation dat wordt aangedaan door bussen van Connexxion, GVB en Qbuzz. Het stripbusstation telt meerdere bushaltes per richting, die perrons B1 tot en met B20 worden genoemd. Gelede bussen gebruiken twee van dergelijke haltes.
| Lijn                                | Route | Exploitant                          | Bijzonderheden                                           |
| Ochtendspitslijnen vanuit Amsterdam | Ochtendspitslijnen vanuit Amsterdam                                                                                                  | Ochtendspitslijnen vanuit Amsterdam | Ochtendspitslijnen vanuit Amsterdam                      |
| ----------------------------------- | --- | ----------------------------------- | -------------------------------------------------------- |
| 200                                 | Amsterdam-Zuidoost → Schiphol-Noord → Airport                                                                                        | Connexxion                          |                                                          |
| 245                                 | Amsterdam-Noord → Oost → Schiphol-Noord → Airport                                                                                    | GVB                                 |                                                          |
| 246                                 | Amsterdam Borneo Eiland → Oost → Zuid → Schiphol-Noord → Airport                                                                     | GVB                                 |                                                          |
| 247                                 | Amsterdam Bos en Lommer → De Baarsjes → Slotermeer → Schiphol-Noord → Airport                                                        | GVB                                 |                                                          |
| Schipholnet                         | |                                     |                                                          |
| 180                                 | Schiphol P30 → Airport → Knooppunt Noord → Oost → Knooppunt Zuid → Rozenburg → P30                                                   | Connexxion                          | Ringlijn in één richting, tegengesteld aan lijn 181      |
| 181                                 | Knooppunt Noord → Airport → P30 → Rozenburg → Knooppunt Zuid → Oost → Knooppunt Noord                                                | Connexxion                          | Ringlijn in één richting, tegengesteld aan lijn 180      |
| 185                                 | Schiphol Airport - Justitieel Complex                                                                                                | Connexxion                          |                                                          |
| 186                                 | Schiphol P30 → Airport → P40 → Knooppunt Noord - Oost - Amstelveen Busstation                                                        | Connexxion                          | Rijdt niet 's avonds en in het weekend                   |
| 190                                 | Knooppunt Noord - P40 - Airport - P30                                                                                                | Connexxion                          | Opvullijn; rijdt 's nachts als lijn N90.                 |
| N90                                 | Knooppunt Noord - P40 - Airport - P30                                                                                                | Connexxion                          | Opvullijn; rijdt 's nachts als lijn N90.                 |
| 191                                 | Knooppunt Noord → Schiphol Airport → P30 - Zuidoost                                                                                  | Connexxion                          |                                                          |
| 194                                 | Schiphol P30 → Airport → P40 → Knooppunt Noord - Badhoevedorp - Lijnden - Amsterdam Osdorp De Aker                                   | Connexxion                          | Rijdt niet 's avonds en in het weekend                   |
| 195                                 | Schiphol P30 → Airport → P40 → Knooppunt Noord - Amsterdam Lelylaan                                                                  | Connexxion                          |                                                          |
| 198                                 | Schiphol Airport - Knooppunt Noord - Amsterdam-Zuid                                                                                  | Connexxion                          |                                                          |
| 199                                 | Schiphol P30 → Airport → P40 → Knooppunt Noord - Oost - Amstelveen Westwijk - Amstelveen Busstation                                  | Connexxion                          |                                                          |
| 287                                 | Schiphol Airport - Schiphol-Rijk | Connexxion                          |                                                          |
| R-net                               | |                                     |                                                          |
| 300                                 | Amsterdam-Zuidoost - Ouderkerk a/d Amstel - Amstelveen - Schiphol Airport - Hoofddorp - Vijfhuizen - Haarlem (- Driehuis - IJmuiden) | Connexxion                          | Rijdt 's nachts als lijn N30 van/naar IJmuiden           |
| N30                                 | Amsterdam-Zuidoost - Ouderkerk a/d Amstel - Amstelveen - Schiphol Airport - Hoofddorp - Vijfhuizen - Haarlem (- Driehuis - IJmuiden) | Connexxion                          | Rijdt 's nachts als lijn N30 van/naar IJmuiden           |
| 341                                 | Schiphol Airport - Hoofddorp | Connexxion                          |                                                          |
| 369                                 | Amsterdam Sloterdijk - Amsterdam-West - Schiphol-Noord - Airport                                                                     | GVB                                 |                                                          |
| 397                                 | (Amsterdam Centraal -) Elandsgracht - Leidseplein - Museumplein - Olympisch Stadion - Schiphol Airport - Hoofddorp - Nieuw-Vennep    | Connexxion                          | Rijdt 's nachts als lijn N97 van/naar Amsterdam Centraal |
| N97                                 | (Amsterdam Centraal -) Elandsgracht - Leidseplein - Museumplein - Olympisch Stadion - Schiphol Airport - Hoofddorp - Nieuw-Vennep    | Connexxion                          | Rijdt 's nachts als lijn N97 van/naar Amsterdam Centraal |
| 470                                 | Schiphol Airport - De Hoek - Leimuiden - Alphen aan den Rijn                                                                         | Qbuzz                               | Rijdt 's nachts als lijn N70 via Brugrestaurant A4.      |
| N70                                 | Schiphol Airport - De Hoek - Leimuiden - Alphen aan den Rijn                                                                         | Qbuzz                               | Rijdt 's nachts als lijn N70 via Brugrestaurant A4.      |
| snelBuzz                            | |                                     |                                                          |
| 361                                 | Schiphol Airport - De Hoek - Nieuw-Vennep - Lisse - Sassenheim - Voorhout - Noordwijk                                                | Qbuzz                               |                                                          |
| 365                                 | Schiphol Airport - De Hoek - Roelofarendsveen - Leiden                                                                               | Qbuzz                               |                                                          |
| KeukenhofBuzz                       | |                                     |                                                          |
| 858                                 | Schiphol Airport - Lisse Keukenhof                                                                                                   | Qbuzz                               | Alleen tijdens openingsdagen van de Keukenhof            |

## Ontwikkeling aantal reizigers
Het aantal door NS vervoerde reizigers (per gemiddelde werkdag) ontwikkelde zich sedert 2019 als volgt:
| Jaar | Aantal reizigers |
| ---- | ---------------- |
| 2019 | 116.714          |
| 2020 | 37.330           |
| 2021 | 36.649           |
| 2022 | 73.830           |
| 2023 | 89.698           |
| 2024 | 90.108           |

## Afbeeldingen

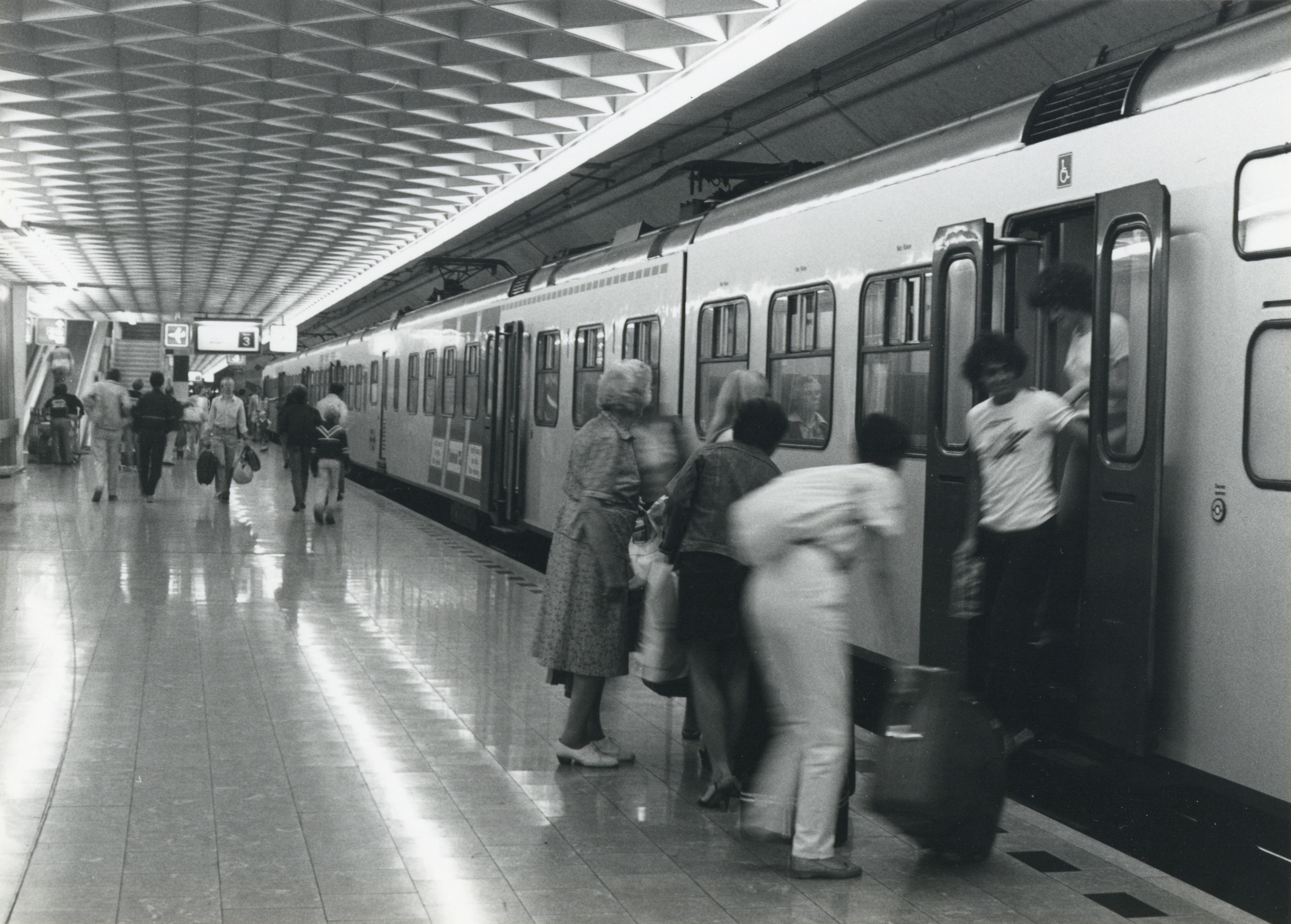
Plan T op het station in 1982
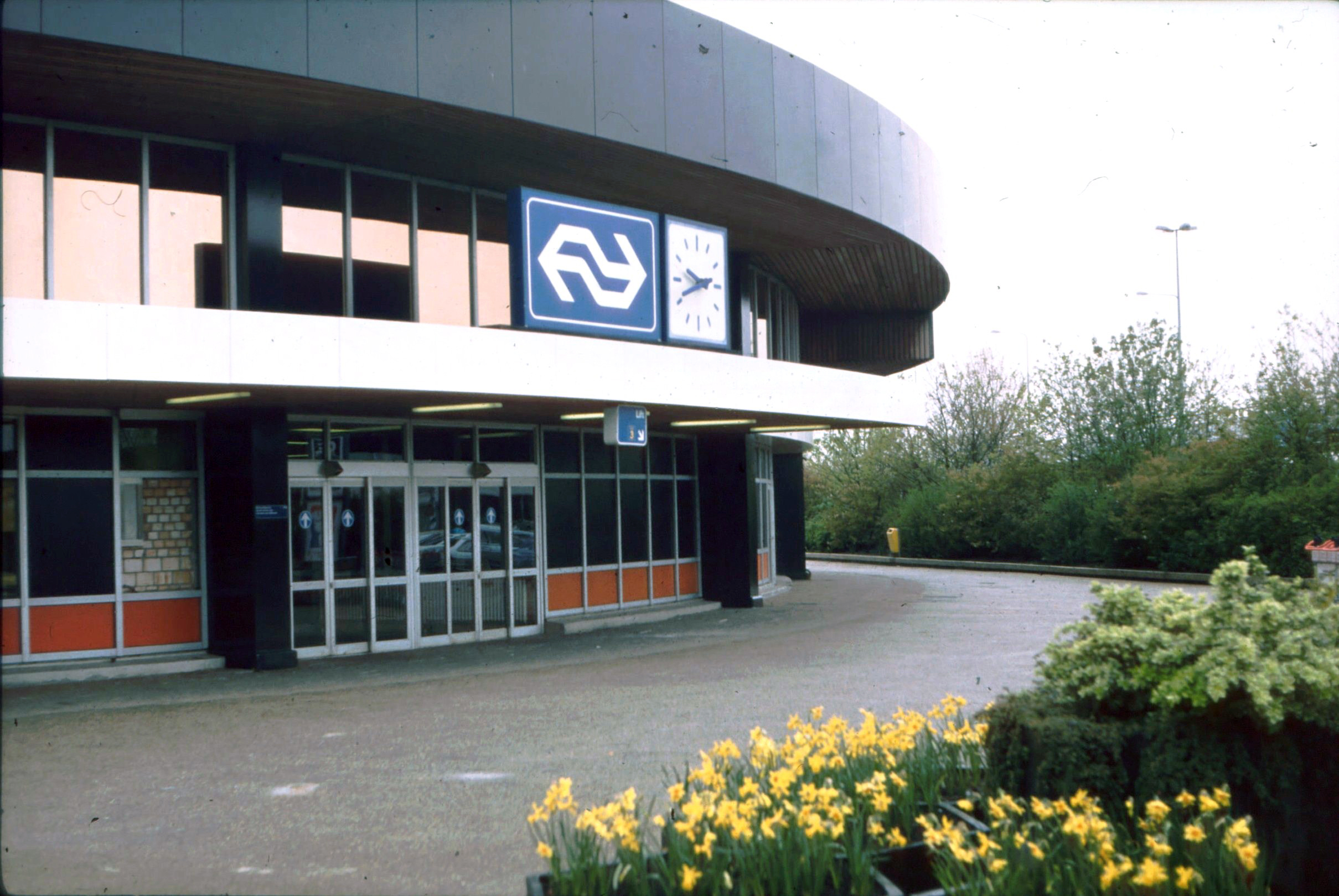
Het voormalige Station Schiphol op 12 april 1989
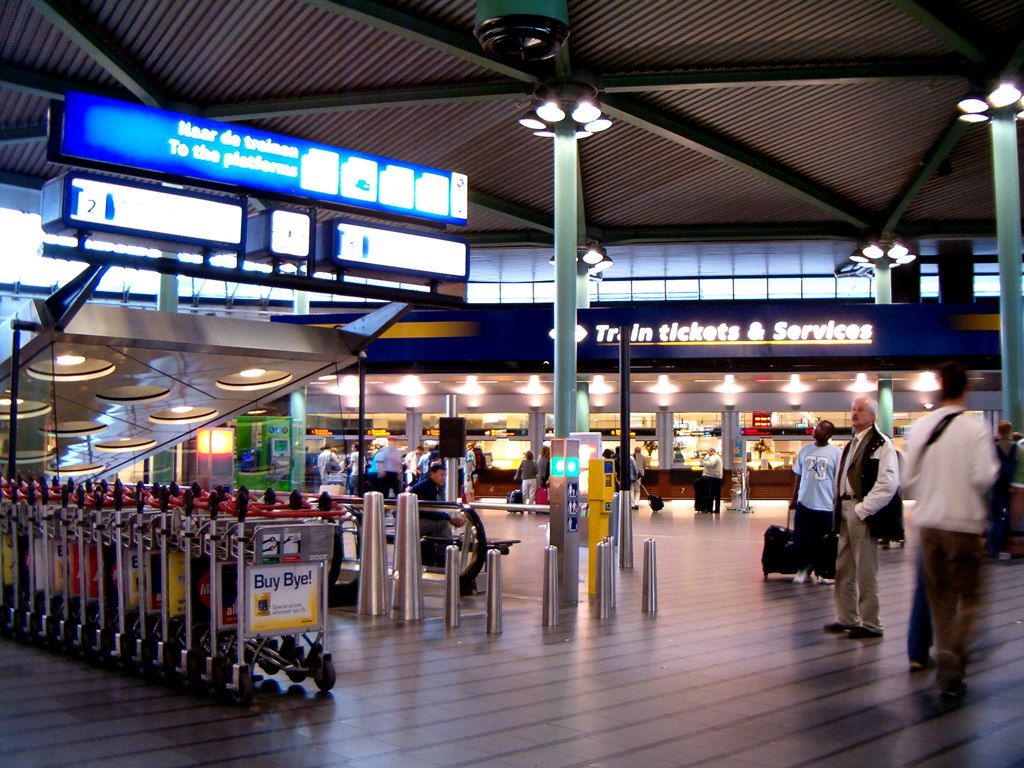
Roltrap naar een van de perrons op Schiphol Plaza/NS
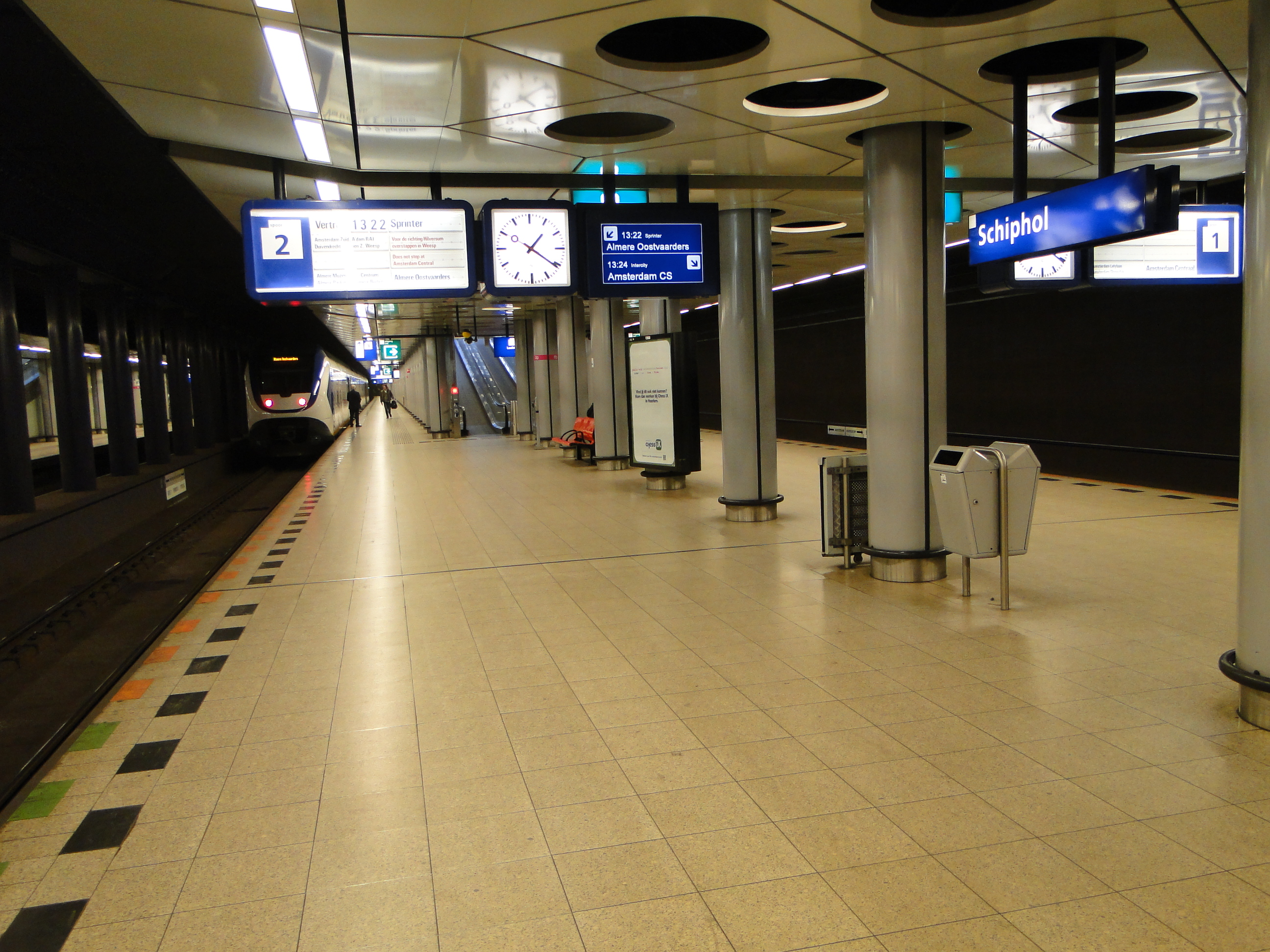
Perrons in 2012
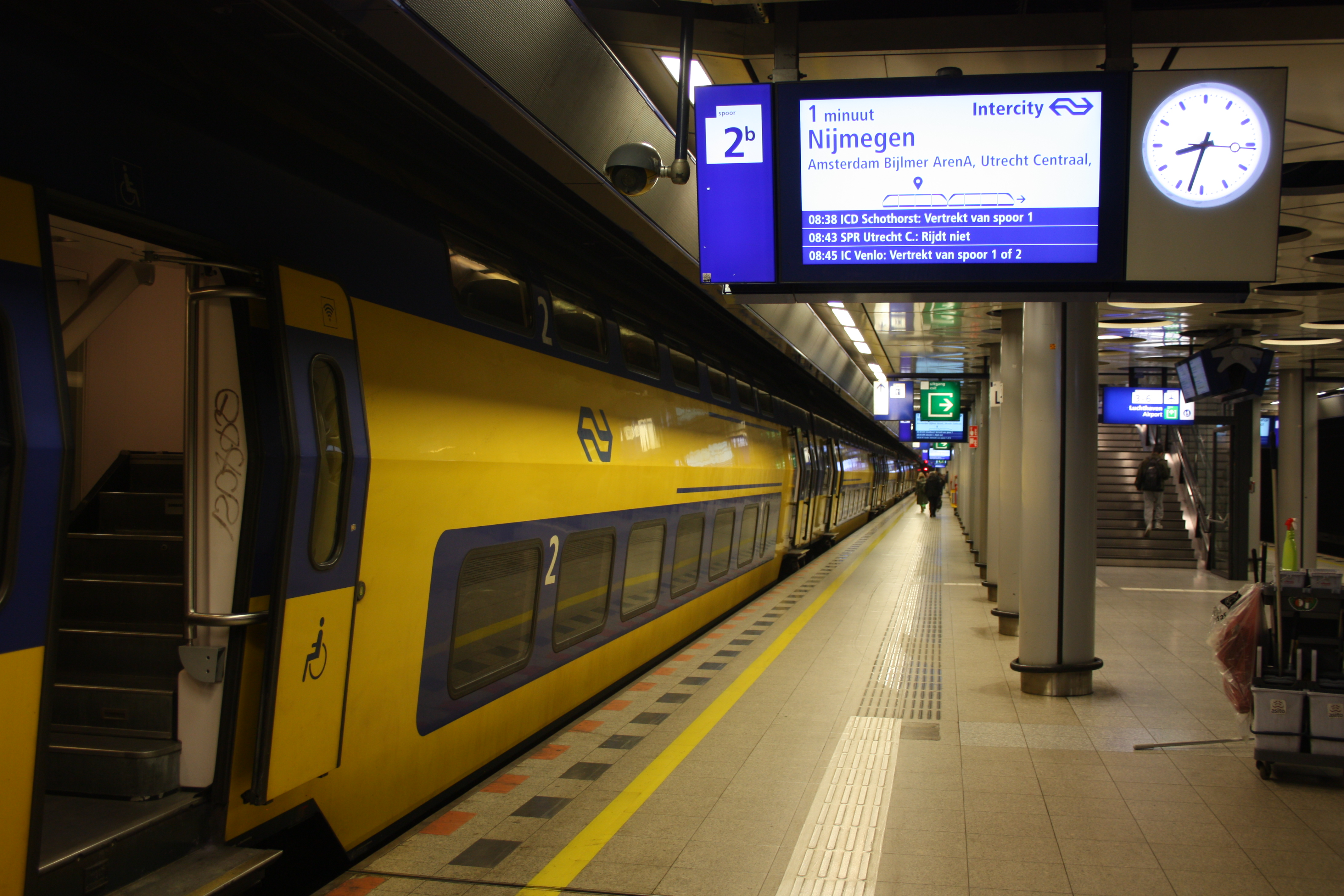
Perron met VIRM (2025)

0: Weesp ·
2: Diemen Zuid ·
5: Duivendrecht ·
10: Amsterdam RAI ·
12: Amsterdam Zuid ·
15: Schiphol Airport ·
19: Hoofddorp ·
24: Nieuw Vennep ·
27: Sassenheim ·
30: Leiden Centraal
0: Amsterdam Centraal ·
3: Amsterdam Sloterdijk ·
5: Amsterdam De Vlugtlaan ·
7: Amsterdam Lelylaan ·
11: Schiphol Airport
Amsterdam Centraal · Schiphol Airport · Rotterdam Centraal · (Breda) · Noorderkempen · Antwerpen-Centraal
Alkmaar ·
-Noord ·
Amsterdam:
-Amstel ·
-ArenA ·
-Bijlmer ArenA · 
-Centraal ·
-Holendrecht ·
-Lelylaan ·
-Muiderpoort ·
-RAI ·
-Science Park ·
-Sloterdijk ·
-Zuid ·
Anna Paulowna ·
Beverwijk ·
Bloemendaal ·
Bovenkarspel:
-Flora ·
-Grootebroek ·
Bussum Zuid ·
Castricum ·
Den Helder ·
-Zuid ·
Diemen ·
-Zuid ·
Driehuis ·
Duivendrecht ·
Enkhuizen ·
Haarlem ·
-Spaarnwoude ·
Halfweg-Zwanenburg ·
Heemskerk ·
Heemstede-Aerdenhout ·
Heerhugowaard ·
Heiloo ·
Hilversum ·
-Media Park ·
-Sportpark ·
Hollandsche Rading ·
Hoofddorp ·
Hoogkarspel ·
Hoorn ·
-Kersenboogerd ·
Koog aan de Zaan ·
Krommenie-Assendelft ·
Naarden-Bussum ·
Nieuw Vennep ·
Obdam ·
Overveen ·
Purmerend ·
-Overwhere ·
-Weidevenne ·
Santpoort:
-Noord ·
-Zuid ·
Schagen ·
Schiphol Airport ·
Uitgeest ·
Weesp ·
Wormerveer ·
Zaandam ·
-Kogerveld ·
Zaandijk Zaanse Schans ·
Zandvoort aan Zee
Stations van de Museumstoomtram Hoorn-Medemblik:
Tramstation Hoorn · 
Zwaag ·
Wognum-Nibbixwoud ·
Twisk ·
Opperdoes ·
Medemblik
Voormalige stations: zie de lijst van voormalige spoorwegstations in Noord-Holland